# ثوم شفاف
الثوم الشفاف أو الثوم الزجاجي أو البصل الشفاف أو البصل الزجاجي (الاسم العلمي: Allium hyalinum) (بالإنجليزية: glassy onion)‏ هو نوع من النباتات يتبع جنس الثوم من فصيلة النرجسية.